# Bouvardia quinquenervata
Bouvardia quinquenervata är en måreväxtart som beskrevs av Paul Carpenter Standley. Bouvardia quinquenervata ingår i släktet Bouvardia och familjen måreväxter. Inga underarter finns listade i Catalogue of Life.